# Rhyssemus osmanlis
Rhyssemus osmanlis är en skalbaggsart som beskrevs av Koshantschikov 1916. Rhyssemus osmanlis ingår i släktet Rhyssemus och familjen Aphodiidae. Inga underarter finns listade i Catalogue of Life.